# Danauindah
Danauindah is een bestuurslaag in het regentschap Bekasi van de provincie West-Java, Indonesië. Danauindah telt 7089 inwoners (volkstelling 2010).